# أندريس مارتينيز (منافس ألعاب قوى)
أندريس مارتينيز (بالإسبانية: Andrés Martínez Sánchez)‏ هو منافس ألعاب قوى إسباني، ولد في 2 نوفمبر 1954.